# Per Apelgren
Per Michael Apelgren, född 29 september 1959, är en svensk tidigare fotbollsspelare och fotbollstränare.
Som spelare var Apelgren med om att spela upp Spårvägens FF i näst högsta serien 1989, och därefter tränade han bland annat Spårvägen i tre sejourer samt var assisterande tränare till Peter Lenell när Enköpings SK spelade i Allsvenskan 2003. Senare var han engagerad i styrelsen för Hammarby IF Fotboll.
Apelgren är son till den tidigare Hammarbyspelaren Tore Apelgren och far till handbollsspelaren Michael Apelgren. Hans fru Lena, född Paulsén, är tidigare landslagsspelare i handboll.